# رادنی ایستمن
رادنی ایستمن (انگلیسی: Rodney Eastman؛ زادهٔ ۲۰ ژوئیهٔ ۱۹۶۷) یک هنرپیشه اهل کانادا است. 
از فیلم‌ها یا برنامه‌های تلویزیونی که وی در آن نقش داشته است می‌توان به بزهکاران، جینی جونز و به گورت تف می‌کنم اشاره کرد.